# Чортківський вістник
«Чортківський вістник» — українська газета, яка виходила раз на місяць у м. Чорткові 1919 року (число 1. — 13 цвітня (квітня) 1919).
Офіційний орган Української селянської партії в Чорткові, призначений для селянства Чортківського повіту.
Відповідальний за редакцію — видавничий комітет «Селянської спілки».
Адреса редакції — Повітова Національна Рада, друкарня М. Маргулєса у Чорткові.
У ЛНБ зберігаються ч. 1, 2.
Вміщені передруки з іншої, близької за спрямуванням української періодики, у тому числі з фронту, власна інформація.